# Saga Hervarar
La Saga de Hervör y Heidrek  (en nórdico antiguo: Hervarar saga ok Heiðreks) es una sagas de los tiempos antiguos o fornaldarsögur del siglo XIII que combina temas de varias otras sagas más antiguas. Es considerada de gran valor por diferentes razones, aparte de su calidad literaria. Contiene información sobre las tradicionales guerras entre godos y hunos del siglo IV, y la última parte es utilizada como fuente de la historia medieval sueca. Más aún, sirvió como fuente de inspiración para Tolkien cuando dio forma a las leyendas de la Tierra Media.

## Sinopsis

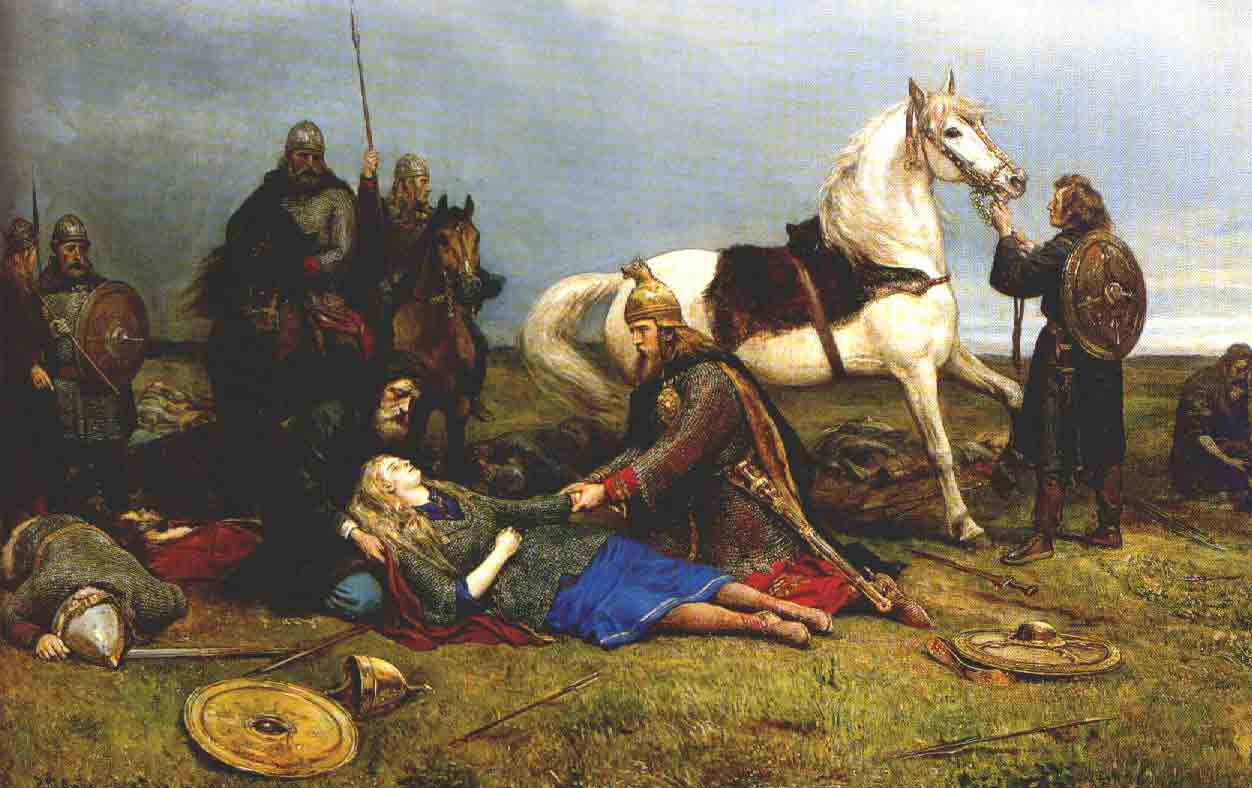
Muerte de Hervör por Peter Nicolai Arbo.

La saga trata sobre la espada Tyrfing y de cómo fue forjada y maldita por los enanos Dvalin y Durin para el rey Svafrlami. Luego, la perdió con el berserker Arngrim de Bolmsö, quien se la dio a su hijo Angantyr. Angantyr murió durante una batalla en Samsø contra el héroe sueco Hjalmar, cuyo amigo Örvar-Oddr enterró la espada maldita en un túmulo junto con Angantyr. Del túmulo fue tomada por la hija de Angantyr, la skjaldmö Hervör, quien convocó a su padre muerto para reclamarle la herencia. Luego la saga continúa con ella y su hijo Heiðrekr Ulfhamr, el rey de Reidgotaland. Entre sus hijos Angantyr y Hlöd hay una gran batalla por la herencia de su padre y Hlöd es ayudado por los hunos, pero es derrotado y muerto.
En el final, la saga relata que Angantyr tuvo un hijo, Heidhrekr Ulfhamr, quien fue rey de Reidgotaland durante un largo período. La hija de Heidhrekr era Hildr y tuvo un hijo llamado Halfdan el Valiente, quien sería el padre de Ivar Vidfamne. Luego la saga recita una línea semilegendaria de reyes suecos hasta el histórico Felipe Halstensson.

## Versiones

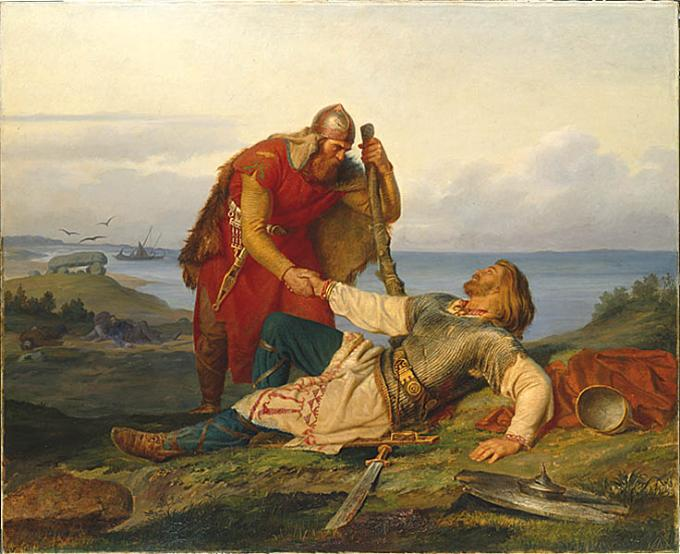
Örvar-Oddr y Hjalmar se despiden, por Mårten Eskil Winge (1866).

La saga aparece en muchos manuscritos, pero hay tres versiones diferentes llamadas H, R y U, de las cuales H y R están preservadas en papel pergamino. H está preservada en el Hauksbók (A.M. 544, 4.º), por Haukr Erlendsson, de ca. 1325. R, o MS 2845, 4.º, se conserva en la Biblioteca Real de Dinamarca en Copenhague y data del siglo XV. También hay una versión llamada U que es parcialmente preservada como R:715 en la Biblioteca de la Universidad de Upsala, y como AM 203 fol. en la Biblioteca de la Universidad de Copenhague. Esta versión es de mediados del siglo XVII y fue escrita por Síra Jón Erlendsson en Villingaholt (d. 1672).
Sin embargo, estas fuentes difieren un poco. Por ejemplo, R es al parecer el más cercano a la versión original y es más similar a U que a H, pero carece del primer capítulo y de un final. Por otra parte, incluye la canción de la muerte de Hjalmar. H finaliza con Gestumblindi y R concluye justo antes de terminar el capítulo 12. Sin embargo, hay dos copias de H del siglo XVIII H, AM 281, 4.º (h1) y AM 597b, 4.º (h2), y mantienen las adivinanzas de Gestumblindi de la versión H.

## Edad

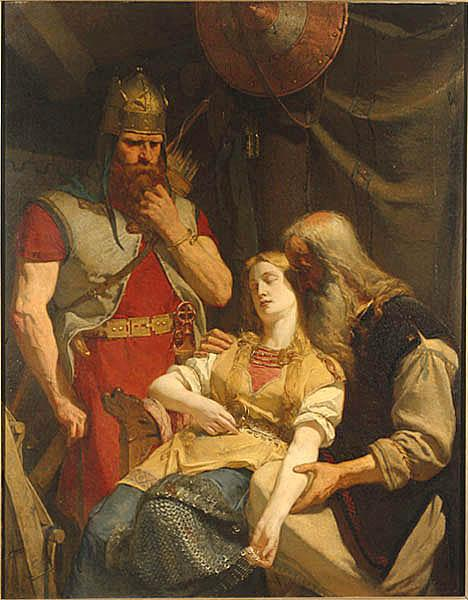
Örvar-Oddr informa a Ingeborg de la muerte de Hjalmar, por August Malmström (1859).

El tema de las guerras de los godos con los hunos está basado en eventos de principios del siglo IV que fueron transmitidos  por más de mil años.
Es un testimonio de una gran época, donde los nombres aparecen en formas germánicas genuinas sin ningún rastro de influencia latina. Los nombres para los godos al parecer dejaron de usarse a partir del 390, nombres como Grýting (ostrogodo, cf. la forma latina Greutungi) y Tyrfing (visigodo, cf. la forma latina Tervingi). Los eventos tienen lugar donde los godos vivieron durante las guerras con los hunos. La capital goda Arheimar se encuentra ubicada en el río Dniéper (...á Danparstöðum á þeim bæ, er Árheimar heita...), el rey Heidrek muere en los montes Cárpatos (...und Harvaða fjöllum) y la batalla con los hunos se desarrolla en las planicies del Danubio (...á vígvöll á Dúnheiði í Dylgjudölum). El mítico bosque de Myrkviðr que separa los godos de los hunos, parece corresponder con Palus Maeotis, la desembocadura del río Don en el mar de Azov.
Aunque los nombres poseen una base histórica, los acontecimientos en sí han sido difíciles de comparar con lo que proporcionan otras fuentes. Ya que el nombre de Heidrek (nórdico antiguo: Heiðrekr) era sinónimo con Hermanarico (heiðr significa "honor" y "gloria", y Aírman-, en nórdico antiguo Jörmund significa "gran"), una posible relación es que Heidrek el Sabio, nieto de Heidrek Ulfham, corresponda con Hermanarico. Se dice que Heidrek Ulfham gobernó a los godos por un largo tiempo, y Jordanes relata que Hermanarico vivió 110 años. Si es así, puede que la saga Hervarar relate parte de la historia goda que no fue cubierta por otras fuentes.

## Tolkien
Mucho de esta saga puede ser reconocido en el trabajo del escritor británico J. R. R. Tolkien. Por ejemplo, se encuentran rohirrim, valientes skjaldmös, un Mirkwood, túmulos con apariciones y espadas encantadas, una cota de malla de mithril, batallas épicas, una espada en llamas y dos enanos, llamados Dvalin y Durin. El hijo menor de Tolkien, Christopher, tradujo la obra en 1960, titulando su versión La saga del rey Heidrek ‘el Sabio’.